# Justo de Canterbury
Justo de Canterbury (en latín: Iustus) (probablemente en Roma, – Canterbury, 10 de noviembre entre el 627 y el 631) fue un clérigo y misionero católico italiano, cuarto arzobispo de Canterbury. Enviado desde Italia a Inglaterra por el papa Gregorio Magno con la misión de convertir a los anglosajones, probablemente llegó en el segundo grupo, enviado en el año 601. Se convirtió en el primer obispo de Rochester en 604, y asistió a un concilio local en París en 614.
Tras la muerte del rey Ethelberto de Kent, en 616, tuvo que huir a la Galia, pero fue restituido en su diócesis al año siguiente. En 624 se convirtió en arzobispo de Canterbury, supervisando el envío de misioneros a Northumbria. Tras su muerte fue reverenciado como santo y sepultado en la abadía de San Agustín, en Canterbury.

## Origen
Casi todo lo que se conoce de Justo y su carrera se deriva de la Historia ecclesiastica gentis Anglorum de san Beda el Venerable, de principios del siglo VIII. Como Beda no describe sus orígenes, se conservan muy pocos datos sobre él antes de llegar a Inglaterra.
Según recoge el cardenal e historiador Baronio en sus Annales, Justo nació en Roma, y pertenecía a la Orden Benedictina, habiendo tomado el hábito en el monasterio de San Gregorio de su ciudad natal. Parece que era famoso por su piedad y por eso fue llamado por el papa Gregorio Magno para formar parte de la misión gregoriana, junto a Agustín y Melitón.

## Llegada a Gran Bretaña
En el 595 el papa Gregorio I decidió enviar una misión para convertir al cristianismo a los anglosajones. En aquel momento, el Reino de Kent estaba gobernado por Ethelberto, quien se había casado con Bertha, una princesa cristiana merovingia. La reina llevó consigo a un obispo llamado Liudhard como su capellán y trabajó activamente por la restauración de la iglesia de San Martín en Canterbury, que databa de la colonización romana, gracias a la tolerancia religiosa de su marido.
Aprovechando las circunstancias favorables, el papa escogió un primer grupo de misioneros, en su mayor parte monjes benedictinos, liderados por Agustín, prior de la abadía de San Antonio de Roma, en lo que después se denominó misión gregoriana. El grupo, compuesto por cerca de 40 misioneros, llegó a Kent en 597 tras un arduo viaje. Pronto consiguieron un notable éxito, lo que animó a Agustín a pedir a Roma un segundo grupo de religiosos.
Justo llegó probablemente con este segundo grupo de misioneros, enviados en 601. Algunos escritores modernos lo señalan como uno de los misioneros originales que llegaron con Agustín en 597, pero Beda afirma que Justo llegó con el segundo grupo. Este segundo grupo incluía a Melitón, quien más tarde se convirtió en obispo de Londres y arzobispo de Canterbury.

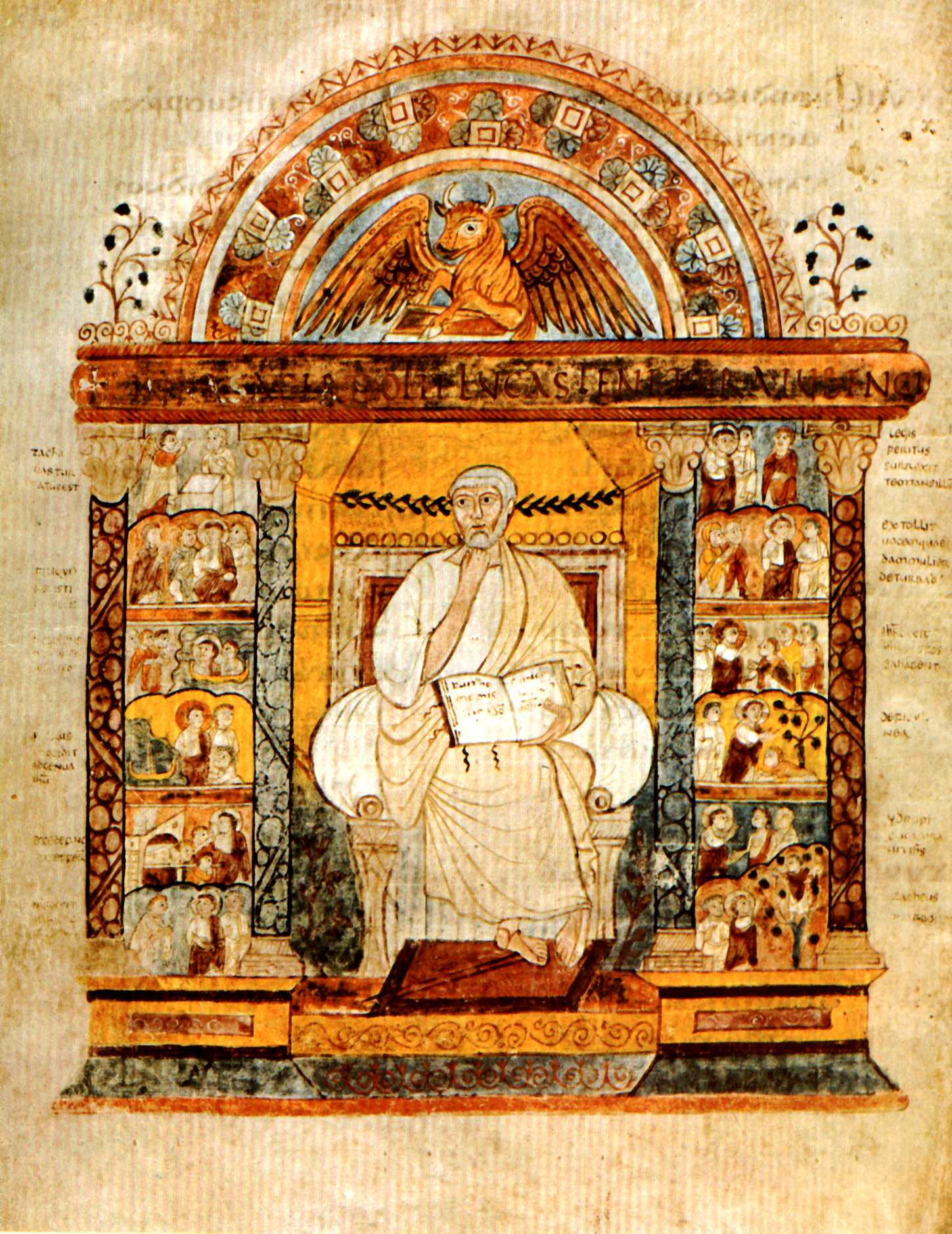
Retrato de evangelista de Lucas, de los Evangelios de San Agustín (c.), una de las obras que probablemente acompañaran a Justo a Gran Bretaña.

Si Justo llegó con el segundo grupo, entonces lo hizo con un regalo en forma de libros y «todas las cosas necesarias para la adoración y el ministerio de la Iglesia». Un cronista de Canterbury del siglo XV, Thomas de Elmham, aseguró que aún existían libros de los traídos a Inglaterra por ese segundo grupo que permanecerían en Canterbury hasta su época, aunque no señaló cuáles. Una investigación de los manuscritos existentes de Canterbury muestra que uno de los posibles libros supervivientes son los llamados evangelios de San Agustín, ahora en Cambridge (Corpus Christi College, Ms. 286).

## Obispo de Rochester
Agustín lo consagró como obispo en 604, encargándole el cuidado pastoral de una provincia que incluía Rochester, ciudad entonces situada en el Reino de Kent. El historiador Nicholas Brooks señala que la elección de Rochester probablemente no se debió a que hubiera sido una diócesis de la época romana, sino porque jugaba un papel fundamental en la política del Reino. Aunque la ciudad era pequeña, con solo una calle, hacía de nexo entre Watling Street y el estuario de Medway, y por tanto era una ciudad fortificada. Como probablemente no era monje (Beda no le denomina así), posiblemente su clero en la catedral tampoco era monástico.
Un fuero que pretende ser del rey Ethelberto, fechado el 28 de abril de 604, sobrevive en el Textus Roffensis, así como una copia basada en el Textus del Liber Temporalium del siglo XIV. Está escrito principalmente en latín, pero emplea una cláusula fronteriza en inglés antiguo, y recoge la concesión de tierras cercanas a la ciudad de Rochester para la iglesia de Justo. Entre los testigos se encuentra Lorenzo, futuro sucesor de Agustín, pero no se encuentra el propio Agustín. El texto pasa a dar cuenta de dos discursos distintos. En el primero, Ethelberto amonesta a su hijo Eadbaldo, que se había establecido como sub-regidor en la región de Rochester. La concesión misma se dirige directamente a san Andrés, patrono de la iglesia, una fórmula empleada paralelamente en otros fueros en el mismo archivo.
El historiador Wilhelm Levison, en 1946, se mostraba escéptico acerca de la autenticidad de este fuero. En concreto, creía que los dos discursos separados eran incongruentes, y sugirió que el primero, que aparecía antes del preámbulo, podría haber sido introducido por alguien cercano a Beda para dar cuenta de la futura conversión de Eadbaldo. Una valoración más reciente y positiva de John Morris sugiere que el fuero y su lista de testigos son auténticos ya que incluye títulos y terminología que ya había pasado de moda en el año 800.
Se sabe que Ethelberto construyó una catedral para él en Rochester, por lo que los cimientos de una nave y el presbiterio situados parcialmente bajo de la catedral de Rochester actual podrían datar de esa época. Lo que queda de los cimientos de un edificio rectangular, cerca de la parte sur de la catedral moderna, podrían ser también restos arquitectónicos contemporáneos de Justo, o quizá parte de un edificio romano.
Justo firmó una carta junto a Melitón, obispo de Londres, escrita por el arzobispo Lorenzo de Canterbury a los obispos irlandeses, instando a la iglesia nativa a adoptar el método romano para calcular la fecha de Pascua. Aunque la carta no ha sobrevivido, Beda cita partes de la misma.
En 614 asistió al concilio de París, organizado por el rey franco Clotario II. No está claro por qué Justo y Pedro, abad de San Pedro y San Pablo en Canterbury, estaban presentes; pudo haber sido el azar, pero el historiador James Campbell ha sugerido que Clotario convocó al clero de Gran Bretaña a asistir en un intento de reafirmar su autoridad sobre Kent. El historiador N. J. Higham ofrece otra explicación para su asistencia, señalando que Ethelberto mandó a ambos al concilio debido a los cambios en la política franca en relación con el reino de Kent, que amenazaban su independencia, por lo que los dos miembros del clero habrían sido enviados para negociar un acuerdo con Clotario. El concilio provocó la redacción del edicto de Clotario, un importante instrumento legal del periodo merovingio de la historia de Francia y un hito en el desarrollo de la monarquía francesa. Ethelberto también promulgó un código de leyes inspirado en el edicto y probablemente influenciado por los dos misioneros.
Tras la muerte de Ethelberto en 616, surgió una reacción pagana en contra del cristianismo, obligando a Justo y Melitón a huir a la Galia. Ambos probablemente se refugiaron con Clotario, esperando que el rey franco interviniera y les restituyera a sus puestos, lo que hizo efectivo en 617, siendo Justo restituido en su obispado por el nuevo rey. Melitón también regresó a Inglaterra, pero la atmósfera pagana reinante no le permitió retornar a Londres; tras la muerte de Lorenzo, Melitón se convirtió en el arzobispo de Canterbury. Según Beda, Justo recibió cartas de ánimo del papa Bonifacio V (619-625), al igual que Melitón, aunque Beda no incluye en su obra el texto de las mismas cartas. El historiador J. M. Wallace-Hadrill cree que ambas cartas eran mensajes de ánimo para los misioneros.

## Arzobispo

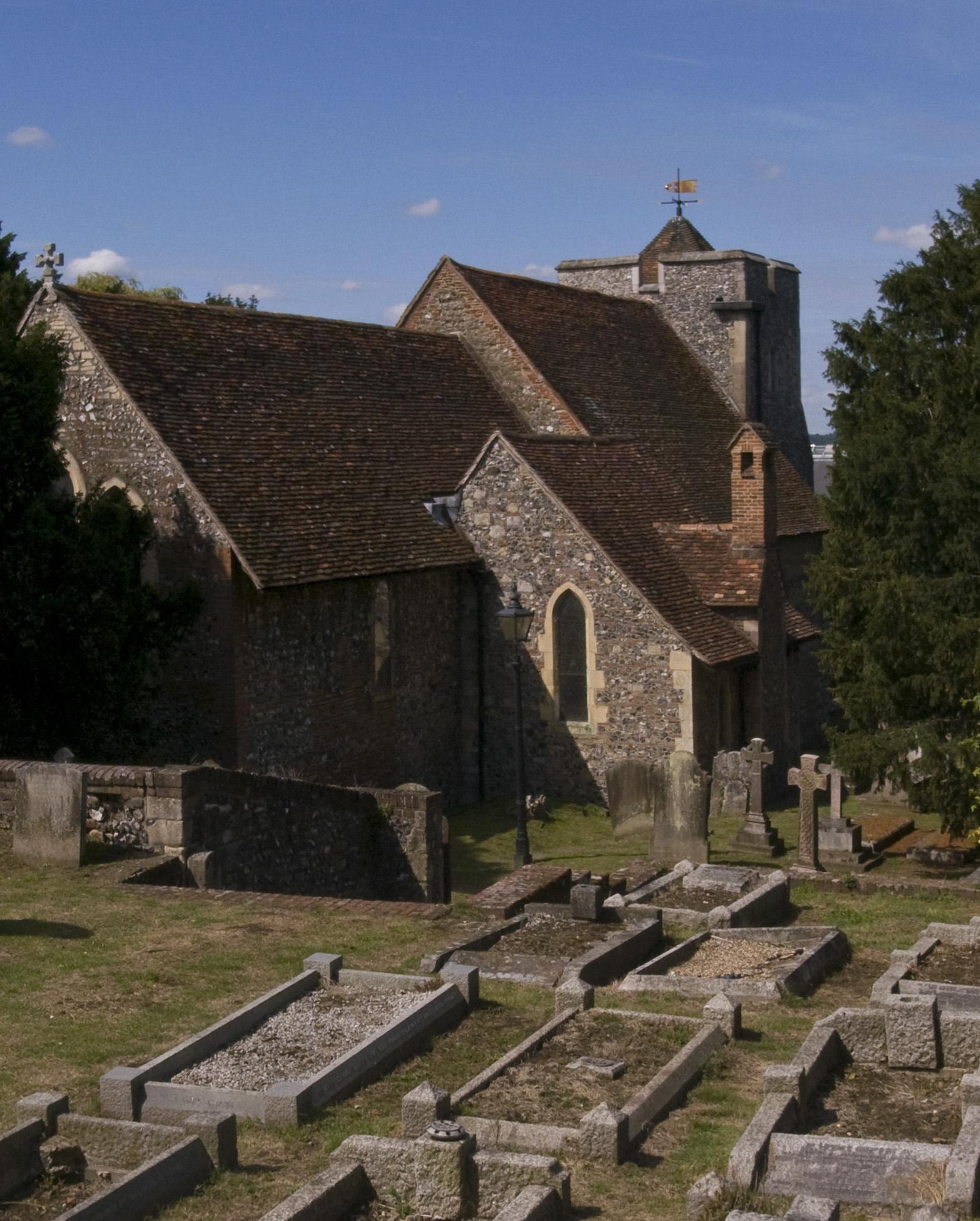
Iglesia de San Martín y cementerio en Canterbury.

Justo se convirtió en arzobispo de Canterbury en 624, recibiendo su palio, símbolo de la jurisdicción confiada a los arzobispos, del papa Bonifacio V, tras lo cual consagró a Romano como su sucesor en Rochester. Bonifacio también le entregó una carta felicitándolo por la conversión del rey «Aduluald» (probablemente el rey Eadbaldo de Kent), carta que se incluye en la Historia ecclesiastica gentis Anglorum de Beda. Beda relata que fue Lorenzo, su predecesor en Canterbury, el que convirtió al rey Eadbaldo al cristianismo, pero el historiador D. P. Kirby argumenta que las referencias de la carta a Eadbaldo hacen que sea más probable que se tratara de Justo. Otros historiadores, incluyendo a Barbara Yorke y Henry Mayr-Harting, concluyen que la versión de Beda es correcta y que Eadbaldo fue convertido por Lorenzo. Yorke argumenta que hubo dos reyes de Kent durante el reinado de Eadbaldo, Eadbaldo y Aethelwald, y que este último es el "Aduluald" al que se refiere Bonifacio. Yorke también argumenta que Justo convirtió a Aethelwald al cristianismo tras la muerte de Ethelberto.
Consagró a Paulino como el primer obispo de York, antes de que este último acompañara a Æthelburga de Kent a Northumbria para su matrimonio con el rey Edwin de Northumbria. Beda escribe que Justo falleció el 10 de noviembre, pero no dice el año, aunque lo más probable es que fuera entre 627 y 631.
Tras su muerte fue considerado un santo y se le otorgó como día festivo el 10 de noviembre. En 1090, aproximadamente, sus restos fueron trasladados a un sepulcro cercano al altar mayor de la abadía de San Agustín en Canterbury. Sobre esa misma época se escribió una Vida acerca de él por Goscelin de Saint-Bertin, así como un poema por parte de Reginaldo de Canterbury. El material adicional de Thomas de Elmham, Gervase de Canterbury y Guillermo de Malmesbury, cronistas del Medievo tardío, añade poco o nada al relato original de Beda sobre la vida de Justo.
| Predecesor: Melitón | Arzobispo de Canterbury 624 – 631 | Sucesor: Honorio de Canterbury |